# Olympus (satellit)
 For alternative betydninger, se Olympus. (Se også artikler, som begynder med Olympus)
Olympus var navnet på en satellit, som den 12. juli 1989 blev sendt ud i rummet fra Centre Spatial Guyanais i Kourou i Fransk Guyana. Fire år efter, i 1993, blev Olympus sprængt, da den blev ramt af et meteor, som netop passerede jorden. Det er første og hidtil eneste gang, at en satellit er blevet ramt af et meteor.
| Rumfart | Spire Denne artikel om rumfart er en spire som bør udbygges. Du er velkommen til at hjælpe Wikipedia ved at udvide den. |